# Variationen (astronomi)
Variationen kan inom astronomi avse en av de största perturbationerna i månens banrörelse.

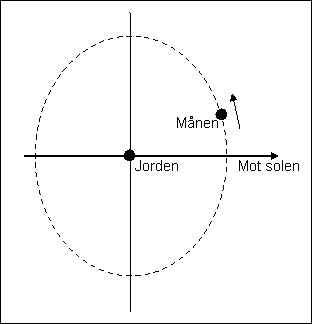
Variations-bana:
nästan en ellips, med jorden i centrum. Diagrammet illustrerar perturbationseffekten från solen på månens bana, med några förenklande antaganden, till exempel att månbanan skulle vara en cirkel med jorden i centrum om solen inte störde banan

Variationen upptäcktes av Tycho Brahe, som vid en
månförmörkelse i december 1590 upptäckte att vid tiden för fullmåne och nymåne så rörde sig månen lite snabbare i sin bana än väntat, samtidigt som månen rörde sig lite långsammare än väntat vid halvmåne.  De förväntade banhastigheterna hos månen byggde på de månteorier som användes allmänt på den tiden, och dessa tog viss hänsyn till de två största avvikelserna: den elliptiska avvikelsen samt evektionen.  Tycho upptäckte detta av en slump.  Han hade planerat att observera månförmörkelsen i december 1590 och kontrollerade därför månens position en eller två dagar i förväg för att bestämma vad han trodde var tiden för månförmmörkelsens början.  Men då han gick ut för att observera precis före den väntade tiden för förmörkelsens början såg han att han just hade missat denna.  Förmörkelsen började en timme tidigare än han väntat sig, och så förmörkelsen pågick redan för fullt då han gick ut.  Tycho undersökte det hela och hittade orsaken till avvikelsen, och sedan dess kallas denna avvikelse för variationen.
Den största synliga effekten av variationen är att i de s.k.
oktanterna i månens bana efter ny- eller fullmåne (d.v.s. mittemellan ny- eller fullmåne och efterföljande halvmåne) ligger månen ungefär två tredjedels grader före i sin bana, men i oktanterna före ny- eller fullmåne ligger månen två tredjedels grader efter.  Vid nymåne, fullmåne eller halvmåne påverkar variationen månens hastighet snarare än dess position.
År 1687 publicerade Newton, i sin 'Philosophiae Naturalis Principia Mathematica', sina första steg i analysen av månens banrörelse p.g.a. gravitationen.  Här fanns ett bevis för att Variationen är en av resultaten av perturbationer på månens rörelse som orsakas av solens gravitation, och att en av effekterna är att störa månens bana så den "kläms ihop" lite till en ellips (om den från början vore en cirkel) med jorden i ellipsens centrum och storaxeln vinkelrät mot linjen mellan jorden och solen.
Variationen har en period på en halv synodisk månad och får månens ekliptiska longitud att variera med nästan två tredjedels grad, mer exakt med +2370"sin(2D) där D är månens medel-elongation
från solen.
Variationen är den näst största peturbationen av månens bana från solen, efter evektionen, och den tredje största avvikelsen totalt. Den första och största avvikelsen är den elliptiska avvikelsen som orsakas av månbanans excentricitet som inte beror på perturbationer från solen.